# Мьюр, Лора
Лора Мэри Мьюр (англ. Laura Mary Muir; род. 9 мая 1993, Инвернесс) — британская шотландская легкоатлетка, специализирующаяся в беге на средние и длинные дистанции. Призёр Олимпийских игр 2020 года, призёр чемпионатов мира, многократная чемпионка Европы и Великобритании, Рекордсменка Европы в беге на 1000 и 3000 метров в помещении. Победительница общего зачёта Бриллиантовой лиги 2016 года на дистанции 1500 метров. Участница Олимпийских игр 2016 и 2020 годов.

## Биография
Начала заниматься лёгкой атлетикой в 11 лет по совету своего друга. В 2007 году выиграла 1500 метров на первенстве страны среди девушек до 15 лет, но даже несмотря на этот успех Лора в начале своей карьеры не выделялась результатами на фоне сверстников.
После окончания школы исполнила свою детскую мечту и стала учиться на ветеринара в Университете Глазго, а также начала тренироваться под руководством Энди Янга в клубе Dundee Hawkhill Harriers. Менее, чем через год совместной работы ей удалось добиться приглашения в сборную страны и выступить на чемпионате Европы по кроссу (командное золото в юниорском зачёте) и юниорском чемпионате мира 2012 года. На дистанции 3000 метров Мьюр заняла 16-е место.
Прорыв в результатах произошёл в 2013 году, когда она улучшила личные рекорды в беге на 800 и 1500 метров на 7 секунд. На зимнем чемпионате страны выиграла золото, а затем стала восьмой в финале чемпионата Европы в помещении. Выиграла бронзовую медаль в беге на 1500 метров на молодёжном первенстве Европы. Участвовала в чемпионате мира на дистанции 800 метров, пройдя в полуфинал благодаря лучшему результату в карьере 2.00,80.
В июле 2014 года на этапе Бриллиантовой лиги в Париже финишировала шестой с личным рекордом 4.00,07. Повторить этот результат через месяц на чемпионате Европы не удалось: Лора не смогла выйти в финал.
На чемпионате Европы в помещении 2015 года стала 4-й в беге на 3000 метров. Была одной из участниц забега в Монако, когда эфиопка Гензебе Дибаба установила новый мировой рекорд на 1500 метров. Благодаря высокому темпу Мьюр впервые в карьере пробежала эту дистанцию быстрее четырёх минут, за 3.58,66. На чемпионате мира ей удалось подтвердить уровень, заняв пятое место в финале.
В 2016 году на равных боролась с сильнейшими бегуньями мира на дистанции 1500 метров. Заняла второе место на этапе Бриллиантовой лиги в Осло с личным рекордом на 1 милю (4.19,12). Незадолго до Олимпийских игр выиграла этап в Лондоне, побив рекорд страны двукратной олимпийской чемпионки Келли Холмс — 3.57,49.
На Играх в Рио-де-Жанейро вышла в финал, однако не выдержала темпа бега соперниц и стала только седьмой. Тем не менее, через 11 дней после этой неудачи на соревнованиях в Париже Лора смогла реабилитироваться, обыграв новоиспечённую олимпийскую чемпионку Фаит Кипьегон. Показанный результат, 3.55,22, стал новым рекордом Великобритании, 16-м результатом в мировой истории, пятым в истории Европы, третьим в XXI веке и лучшим в 2016 году. После второго места на финальном этапе в Цюрихе Мьюр стала победительницей в общем зачёте Бриллиантовой лиги 2016 года на дистанции 1500 метров у женщин.
В начале 2017 года побила национальный рекорд в беге на 5000 метров в помещении, пробежав дистанцию за 14.49,12. На соревнованиях в немецком Карлсруэ обновила рекорд Европы на дистанции 3000 метров в помещении (8.26,41), а затем побила континентальное достижение и на 1000 метров. Время 2.31,93 уступило мировому рекорду Марии Мутолы менее секунды.

## Основные результаты
| Год  | Турнир                                    | Место проведения         | Дисциплина     | Место       | Результат |
| ---- | ----------------------------------------- | ------------------------ | -------------- | ----------- | --------- |
| 2011 | Чемпионат Европы по кроссу среди юниоров  | Веленье, Словения        | кросс 3,97 км  | 31-е        | 14.06     |
| 2012 | Чемпионат мира среди юниоров              | Барселона, Испания       | 3000 м         | 16-е        | 9.40,81   |
| 2013 | Чемпионат Европы в помещении              | Гётеборг, Швеция         | 1500 м         | 7-е         | 4.18,39   |
| 2013 | Чемпионат Европы среди молодёжи           | Тампере, Финляндия       | 1500 м         | 3-е         | 4.08,19   |
| 2013 | Чемпионат мира                            | Москва, Россия           | 800 м          | 9-е (1/2)   | 2.00,83   |
| 2014 | Чемпионат мира в помещении                | Сопот, Польша            | 800 м          | 7-е (заб.)  | 2.02,55   |
| 2014 | Игры Содружества                          | Глазго, Великобритания   | 1500 м         | 11-е        | 4.14,21   |
| 2014 | Чемпионат Европы                          | Цюрих, Швейцария         | 1500 м         | 15-е (заб.) | 4.14,69   |
| 2015 | Чемпионат Европы в помещении              | Прага, Чехия             | 3000 м         | 4-е         | 8.52,44   |
| 2015 | Чемпионат мира                            | Пекин, Китай             | 1500 м         | 5-е         | 4.11,48   |
| 2015 | Чемпионат Европы по кроссу среди молодёжи | Йер, Франция             | кросс 5,947 км | 4-е         | 19.53     |
| 2016 | Олимпийские игры                          | Рио-де-Жанейро, Бразилия | 1500 м         | 7-е         | 4.12,88   |
| 2017 | Чемпионат Европы в помещении              | Белград, Сербия          | 1500 м         | 1-е         | 4:02,39   |
| 2017 | Чемпионат Европы в помещении              | Белград, Сербия          | 3000 м         | 1-е         | 8:35,67   |